# مسألة خبز وموت
مسألة خبز وموت (بالإنجليزية: A Matter of Loaf and Death)‏ هو فيلم ستوب موشن قصير بريطاني تم إنتاجه عام 2008 بواسطة شركة آردمان أنيمشنز ومن اخراج نيك بارك. وهو الفيلم الخامس من سلسلة والاس وغروميت، وأول فيلم قصير منذ فيلم حلاقة دقيقة عام 1995.
يدور الفيلم حول جرائم قتل غامضة لقاتل متسلسل يقتل الخبازين. يدير والاس وغروميت شركة مخابز، وخلال هذه الفترة يحاول غروميت حل القضية قبل أن يقتل القاتل ضحيه الأخيرة. وهو آخر فيلم من سلسلة والاس وغروميت قبل تقاعد الممثل الصوتي لوالاس بيتر ساليس في عام 2010 قبل وفاته في عام 2017. كان الفيلم القصير أيضًا أحد أكثر العروض التلفزيونية الخاصة مشاهدة في المملكة المتحدة في عام 2008 وحظي بإشادة النقاد. حصل على ترشيح لجائزة الأوسكار لأفضل فيلم رسوم متحركة قصير في حفل توزيع جوائز الأوسكار الثاني والثمانون، وفاز بجائزة بافتا وجائزة آني لأفضل فيلم رسوم متحركة قصير وأفضل موضوع رسوم متحركة قصير في عام 2009.

## روابط خارجية
- مسألة خبز وموت على موقع IMDb (الإنجليزية)
- مسألة خبز وموت على موقع روتن توميتوز (الإنجليزية)
- مسألة خبز وموت على موقع ألو سيني (الفرنسية)
- مسألة خبز وموت على موقع Turner Classic Movies (الإنجليزية)
- مسألة خبز وموت على موقع أول موفي (الإنجليزية)
- مسألة خبز وموت على موقع فيلمافينيتي (الإسبانية)
- مسألة خبز وموت على موقع قاعدة بيانات الفيلم (الإنجليزية)
- مسألة خبز وموت على موقع ليتربوكسد (الإنجليزية)
- مسألة خبز وموت على موقع كينوبويسك (الروسية)